# Desmond Heeley
Desmond Heeley (Londra, 1º giugno 1931 – New York, 10 giugno 2016) è stato un costumista e scenografo britannico.

## Biografia
Iniziò la sua carriera nel 1948 come apprendista costumista e scenografo con la Royal Shakespeare Company e nel giro di pochi anni si affermò come un acclamato designer al Sadler's Wells Theatre di Londra. Nel 1957 iniziò una fruttuosa collaborazione con il Stratford Festival dell'Ontario, una collaborazione che lo avrebbe portato a disegnare scene e costumi per oltre quaranta produzioni nell'arco di cinquantadue anni. Heeley è inoltre noto per la sua attività a New York, dove ottenne diversi successi come costumista e scenografo al Metropolitan e a Broadway, vincendo tre Tony Award: ai migliori costumi e alla migliore scenografia per Rosencrantz e Guildenstern sono morti nel 1968 e ai migliori costumi di un'opera teatrale per L'importanza di chiamarsi Ernesto nel 2011.